# Mozilla Prism
Mozilla Prism, también conocido como WebRunner, fue un producto de Mozilla que se desarrolló entre el 2007 y el 2012. Su objetivo principal era el de integrar aplicaciones web con el entorno de escritorio, lo que permitía a las aplicaciones web ejecutarse desde el escritorio y configurarse independientemente del navegador web por defecto. Era comúnmente usado junto con aplicaciones Google AJAX, como Gmail y Google Docs. La publicación de Prism se hizo en octubre de 2007. El proyecto se canceló en el 2012 y se reemplazó por otras tecnologías como Firefox OS y WebExtensions, que ofrecían una mayor integración y funcionalidad para las aplicaciones web.
La publicación de Prism se hizo en octubre de 2007.
Mozilla Prism fue una de las primeras iniciativas de Mozilla para crear aplicaciones web que se pudieran ejecutar fuera del navegador, como si fueran aplicaciones nativas. Sin embargo, el proyecto no tuvo mucho éxito y se dejó de actualizar en el 2011. 